# Pikkukrunni
Pikkukrunni is een Zweeds rotseiland en /of zandbank behorend tot de Haparanda-archipel. Het eiland ligt 11 kilometer ten zuiden van de plaats Haparanda. Het eiland heeft geen oeververbinding en is onbebouwd.
Abborrgrundet · Ala Penno · Björn · Björn sten · Blåsut (Haparanda) · Byskär · Dagsten · Enskär · Etukari (Haparanda) · Eva (eiland) · Granholmen (Haparanda) · Granvik · Grusbrännan · Gunnaren · Hamngrundet (eiland) · Hamngrundet (zandbank) · Hamppuleiviskä · Hanhinkari · Hargrundet · Harrinkrunni · Haru · Hasu -Hietasaari (Haparanda) · Honkasaarenkrunni · Honkasaari · Horden · Huitori · Huitorin Ulkokari · Huitorintöyrä · Hylkiletto · Hyyppä · Hälskerinkrunni · Höynänkari (noord) · Höynänkari (zuid) · Islandet · Iso Lehtikari · Isokivenkari · Isokrunni · Joutokrunni  · Juopalla · Kaitta · Kajava · Kalkkikari (Hanhinkari) · Kalkkikari (Seskarö) · Kalliohasu · Kataja · Katajankrunni · Kelkkaletto · Keräsniemenkari · Keski Penno · Klauksenkari · Klaus (eiland) · Koijukari · Koijuluoto · Kokkotöyrä · Korkea · Kourinkrunni · Kraaseli · Kraaseligrundet · Kraaselikrunni · Kråkholmarna · Kuninkaankari · Kurikanmatalat · Kurikka (eiland) · Kutarna · Kuusiriskilö · Kuusitiipuri · Laahaja · Laitakari (Haparanda) · Legionen · Lehmäkari · Lehtitiipuri · Leiskeri · Lellikrunni · Leppikari - Leppäriskilö · Letonkluppi · Letonkrunni · Letto · Liipa · Lill-Austi · Lilla Almsten · Lilla Harrsten · Lilla Hepokari · Lilla Vasti · Länsikrunni · Lådan · Långören (Haparanda) · Löngrunden · Mali (eiland) · Matalinkari · Meriklupu · Mustakari · Nidunkari · Nissu · Norrviksgrundet · Nuottalahenkari · Nälkäkrunni · Ostgrundet · Paha · Paljas (eiland oost) · Paljas (eiland west) · Pensaskari · Pihjalakari · Pikku Lehtikari · Pikku Tervakari · Pikkukrunni · Pirttiluoto · Piskan · Pitkäkari · Pohjaskluppi · Pohjaskrunni · Pojkarna · Prokko · Puukko · Puukkonkrunni · Pöllö · Rajakari · Rautakrunni · Rautaletto (Haparanda) · Remu · Revässaari · Riekonkari · Riitakrunni · Riskilö · Ristikari · Räiskä · Salakrunni · Saltgrundet · Sandskär (Haparanda) · Santasaari · Sarven Riskilö · Sarvenkataja · Satula · Selkäkari (Haparanda) · Seskar Furö · Seskarö (eiland) · Sinnerstenarna · Sipi · Skomakaren · Skratten · Sprallen · Stenungarna · Stor-Austi · Stora Almsten · Stora Hamnskär · Stora Harrsten · Stora Hepokari · Stora Vasti · Svartsten · Säivisklubbarna · Sölkäkari (Salmis) · Sölkäkari (Seskarö) · Sölkäkarinkrunni · Taipaleenkari · Tallrikarna · Tantamanni · Tervakari · Tervaletto · Tervasaarenkrunni · Tiilikrunni · Tirro · Tomten · Torne-Furö · Torne-Furögrund · Torvikari · Töyrä · Vasikka · Vasikkasaari (Kalalahti) · Vasikkasaari (Nikkala) · Vettarna · Viinalanmatala · Vikaren · Vähä Lehtikari · Västra Knivskär · Vågören · Ykspihlaja · Yli Penno · Ylikari (noord) · Ylikari (zuid) · Äimä · Östra Knivskär · Östra Launinkari · Öystinkari